# Chevauchée vers Reims
Guerre de Cent Ans
Batailles
Une fois le siège d'Orléans levé et après la bataille de Patay, l'étau anglo-bourguignon est desserré. Jeanne d'Arc convainc le dauphin Charles d’aller se faire sacrer à Reims. Cette chevauchée au cœur du territoire contrôlé par les Bourguignons est couronnée de succès et donne à Charles VII le trône dont il avait été évincé par le traité de Troyes.

## Contexte historique
Depuis le traité de Troyes de 1420, le dauphin est déshérité en faveur d'Henri V d'Angleterre à la suite de l'assassinat de Jean sans Peur. Ce dernier a épousé la fille du roi Charles VI de France et son fils Henri VI sera son successeur sur les trônes de France et d'Angleterre. Mais Henri V meurt en 1422 et son fils n'a pas encore un an ; la régence est confiée à Jean de Lancastre, duc de Bedford.

L'intervention de Jeanne d'Arc auprès du dauphin Charles va être perçue comme miraculeuse, a fortiori après la levée du siège d'Orléans (1428) puis la bataille de Patay.

Batailles et opérations majeures en France entre 1415 et 1453.

## Les hésitations de Charles VII
Pour la première fois dans l'histoire de France, un roi refuse que la succession de la couronne aille à son fils ainé : Charles VI de France déchoit son fils en léguant le royaume de France à Henri V d'Angleterre par sa fille Catherine. 
Charles VI mort, son fils conteste sa destitution et réclame le trône. Malgré la victoire française du 18 juin à la bataille de Patay, entraînant le repli des Anglais à Paris,, le dauphin Charles VII refuse de poursuivre jusqu'à Reims aux mains des Bourguignons, reste à Sully-sur-Loire et replie son armée à Orléans pour s'y faire couronner comme le fut Louis VI   ; néanmoins un sacre à Reims aurait une répercussion beaucoup plus grande, car il serait vu comme un nouveau miracle, attestant de sa légitimité divine. 
Après avoir initialement rencontré le Dauphin le 23 mai 1429 à la Cité Royale de Loches, Jeanne d'Arc le rencontre à nouveau le 21 juin suivant à seize heures à l'abbaye de Saint-Benoît-sur-Loire pour le convaincre de se rendre à Reims.
Le lendemain, le grand conseil du dauphin se réunit à Chateauneuf-sur-Loire et ordonne le rassemblement de l'armée à Gien.

## La marche vers Reims
Le 24 juin, précédée de son écuyer Jean d'Aulon qui tient en main l'étendard « Jhésus, Maria », Jeanne d'Arc entre à Gien avec son armure forgée à Tours, son blanc harnois, son épée de Fierbois, et retrouve Charles VII.
Le jour suivant, les 12 000 hommes de l'armée du roi sont rassemblés à Gien, pour augmenter jusqu'à 33 000 hommes combattant à cheval et 40 000 à pied.
L'armée française prend Bonny-sur-Loire, puis Saint-Fargeau. 
Jeanne d'Arc casse son épée sur le dos d'une prostituée qui suivait l'armée, et deux jours plus tard, le dauphin ordonne enfin la marche vers la ville du sacre : la marche commença à Gien le 29 juin 1429.

### Passage par la Bourgogne
La facilité de la chevauchée montra à la fois la fragilité de la domination anglo-bourguignonne et la restauration de la confiance en la cause de Charles VII de France. Selon Jean de Dunois, le coup de bluff est la seule tactique pour se faire ouvrir les portes de la ville. Le maréchal de France, Gilles de Rais, en route pour Reims, espère profiter de cette marche victorieuse pour récupérer des rançons, des terres prises aux « collaborateurs ». Jeanne d'Arc part de Gien escortée de ses capitaines dont Tugdual de Kermoysan, La Hire, André de Lohéac, Pierre de Rieux, Jean V de Bueil, Jacques de Chabannes, Pierre Bessonneau, Jacques de Dinan et Jean Poton de Xaintrailles. Sur la route de Reims, le Connétable de Richemont envoie Pierre de Rostrenen au dauphin pour lui demander congé de le servir à son sacre. Rostrenen accompagne le connétable à Parthenay. Au cours de la chevauchée, la garnison bourguignonne se trouvant dans Auxerre refusa d’ouvrir ses portes. La Trimouille donne deux mille écus d’or au ministre de la ville qui resta neutre et accepta le bivouac et de ravitailler l'armée française mais à l'extérieur de ses murs (le 1er et le 2 juillet) . 
L'armée du dauphin repart et prend Saint-Florentin, qui se soumet immédiatement, ainsi que Brienon l’Archevêque et arrive le 4 juillet devant Troyes, occupée par cinq à six cents Bourguignons qui refusent d'ouvrir les portes. 

### Siège et capitulation de Troyes
Après 4 jours de siège, la majorité du conseil du dauphin veut lever le siège et poursuivre la route sans entrer dans la ville. Le 5e jour du siège, craignant d’être pris d'assaut, Troyes capitula (9 juillet) mais seuls Charles VII et les principaux capitaines purent y entrer, les soldats passèrent la nuit à Saint-Phal, sous le commandement de Ambroise de Loré. Gilles de Rais est l'un des chefs de l'armée qui réduit Troyes à l'obéissance.
Moins de 2000 soldats anglais du capitaine de Paris, Jean de Lancastre occupent Paris qui a pour prévôt Simon Morhier et gouverneur Jean de La Baume. Le duc de Bourgogne,Philippe le Bon, quitte Laon pour Paris, où il arrive le 10 juillet, et nomme le capitaine du Louvre Jean de Villiers de L'Isle-Adam gouverneur et commis pour la sûreté de Paris en l’absence de Lancastre. Philippe envoie des ambassadeurs au dauphin Charles VII pour demander la paix.

### Arrivée de Charles VII à Reims
Le 11 juillet, l'armée du dauphin quitte Troyes à la première heure pour Châlons-en-Champagne qui lui ouvre ses portes le 14 pour le laisser y passer la nuit.

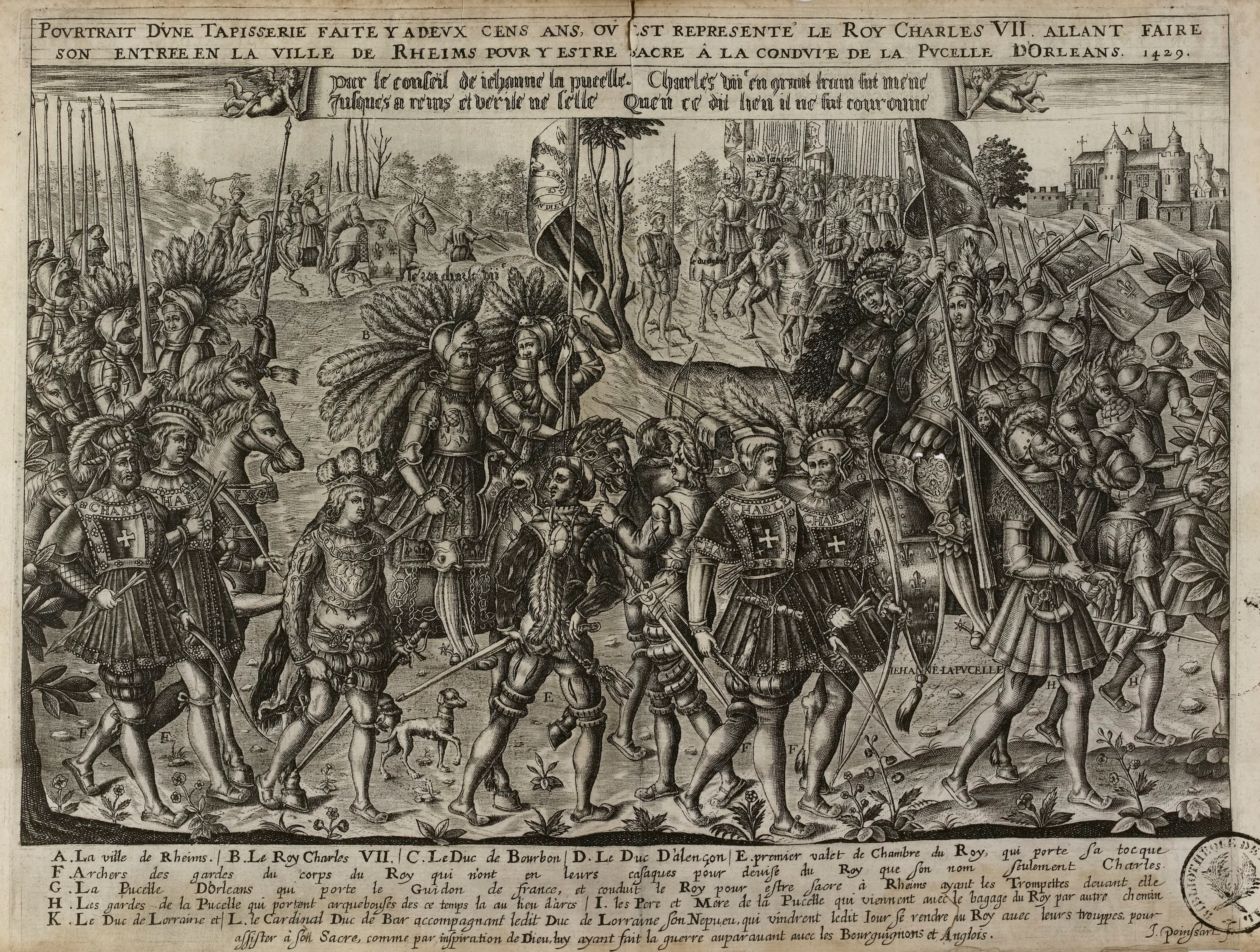
Entrée du roi Charles VII à Reims, d'après une tapisserie - dans Recueil de plusieurs inscriptions proposees pour remplir les tables d'attente estans sous les statuës du roy Charles VII. & de la Pucelle d'Orleans, qui sont élevées, également armées, & à genoux, aux deux costez d'une croix, & de l'image de la Vierge Marie estant au pied d'icelle, sur le pont de la ville d'Orleans, de Charles du Lys, 1613, gravure de Léonard Gaultier.

John Radclyffe, ayant débarqué à Calais dix jours plus tôt, arrive le 15 juillet à Amiens et va à Rouen ou l’attend Jean de Lancastre. Samedi 16 juillet, au matin, Philippe le Bon quitte Paris pour retourner à Laon, pendant que l’archevêque de Reims, Renault de Chartres entre dans Reims aux mains de Guillaume seigneur de Châtillon-sur-Marne et du sir de Saveuses et que le roi dauphin arrive au château de l’archevêque de Reims à Sept-Saulx (situé à 21 km de Reims). Le dauphin somme les Rémois de lui ouvrir les portes malgré leur promesse de lui résister six semaines jusqu’à l’arrivée des secours de Lancastre et de Philippe le Bon. Après les négociations et le dîner du soir, Charles VII entre et dort à Reims.
Ce même jour, René d'Anjou apporte l'hommage de la Lorraine et du duché de Bar au dauphin.

## Le sacre
Le dimanche 17 juillet 1429, Charles VII est sacré à Reims roi de France :
il reçoit l'onction sainte des mains de l'archevêque Renault de Chartres. «Gentil Roy, ores est exécuté le plaisir de Dieu qui vouloit que je levasse le siège d'Orléans, et que je vous amenasse en ceste cité de Rheims pour recevoir vostre saint sacre, en monstrant que vous estes vray roy, et celluy auquel le royaulme de France doibt appartenir », déclara Jeanne d’Arc en rendant hommage à son roi. La cérémonie du sacre, vu les circonstances, s'est déroulée dans la simplicité ; la couronne, le sceptre, le globe, sont alors à Saint-Denis, contrôlée par les Anglais ; seuls parmi les pairs, assistent à la cérémonie les trois pairs spirituels : l'archevêque de Reims, Renault de Chartres, l'évêque de Laon, Guillaume de Champeaux, l'évêque de Châlons, Jean de Sarrebruck. Mais le rite essentiel est accompli : le huitième sacrement, qui fait les rois et les marque du signe sacré du pouvoir légitime, est alors conféré à Charles VII, faisant de lui le monarque légitime, représentant des Valois authentiquement désigné par Dieu, face à Jean de Lancastre, imposé par les armes ennemies et la signature irresponsable d'un roi malade.

## Commémoration
Pour le cinquième centenaire de la chevauchée et dans le contexte de sa canonisation, toute une série de plaques furent inaugurées sur la route que Jeanne a suivi pour libérer Reims et sacrer le roi et marcher ensuite vers Paris.

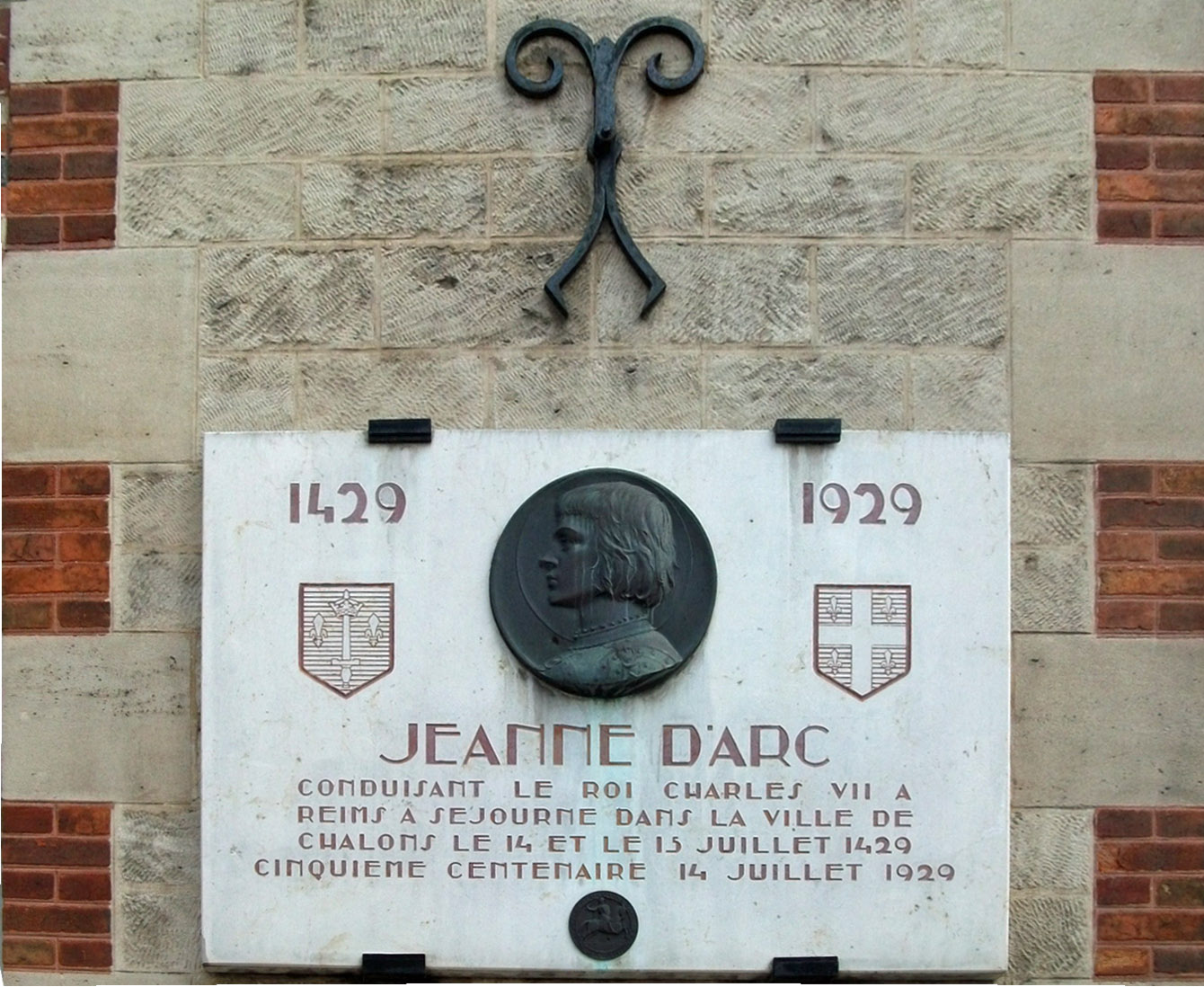
Châlons-sur-Marne
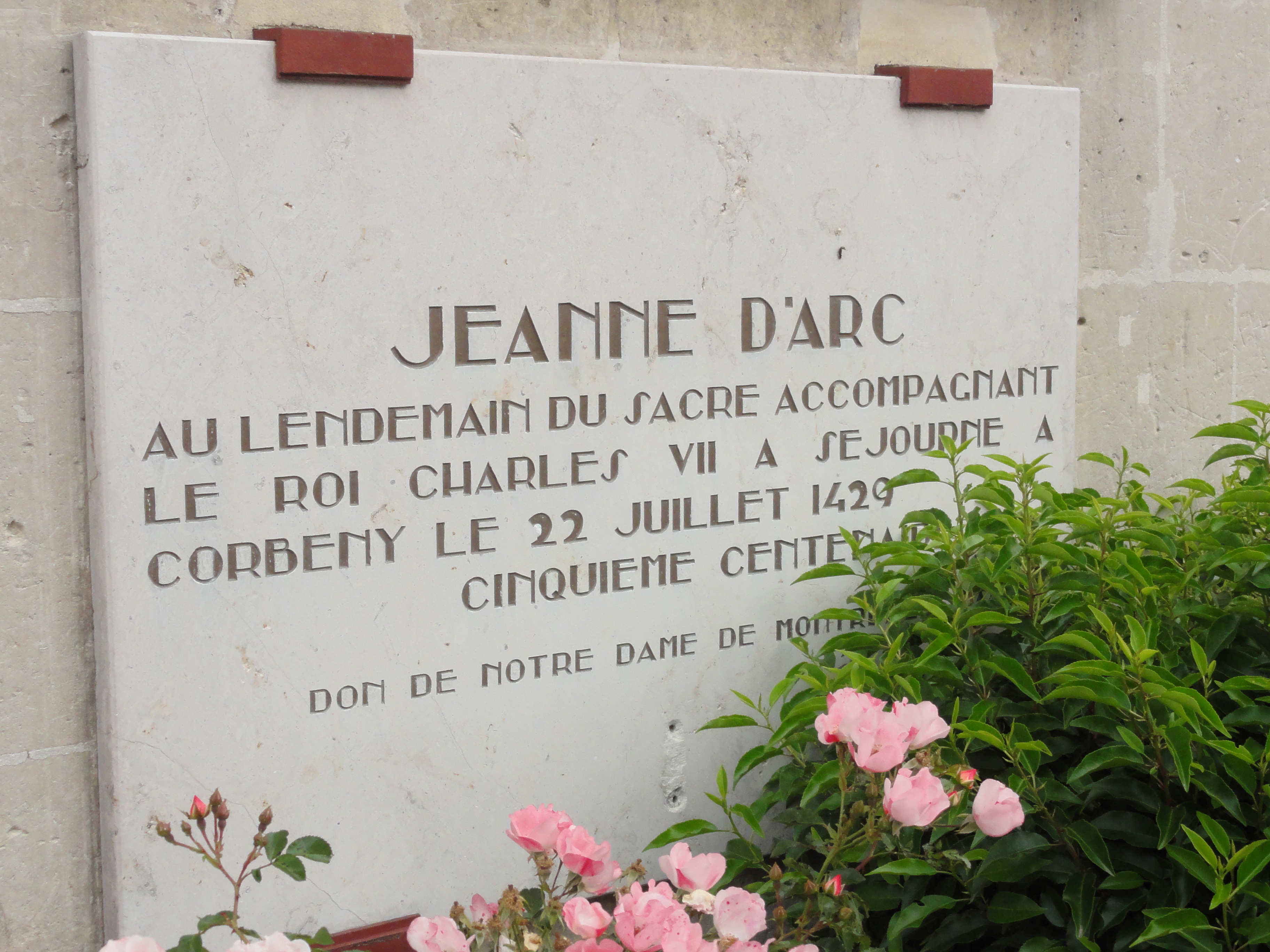
Corbeny
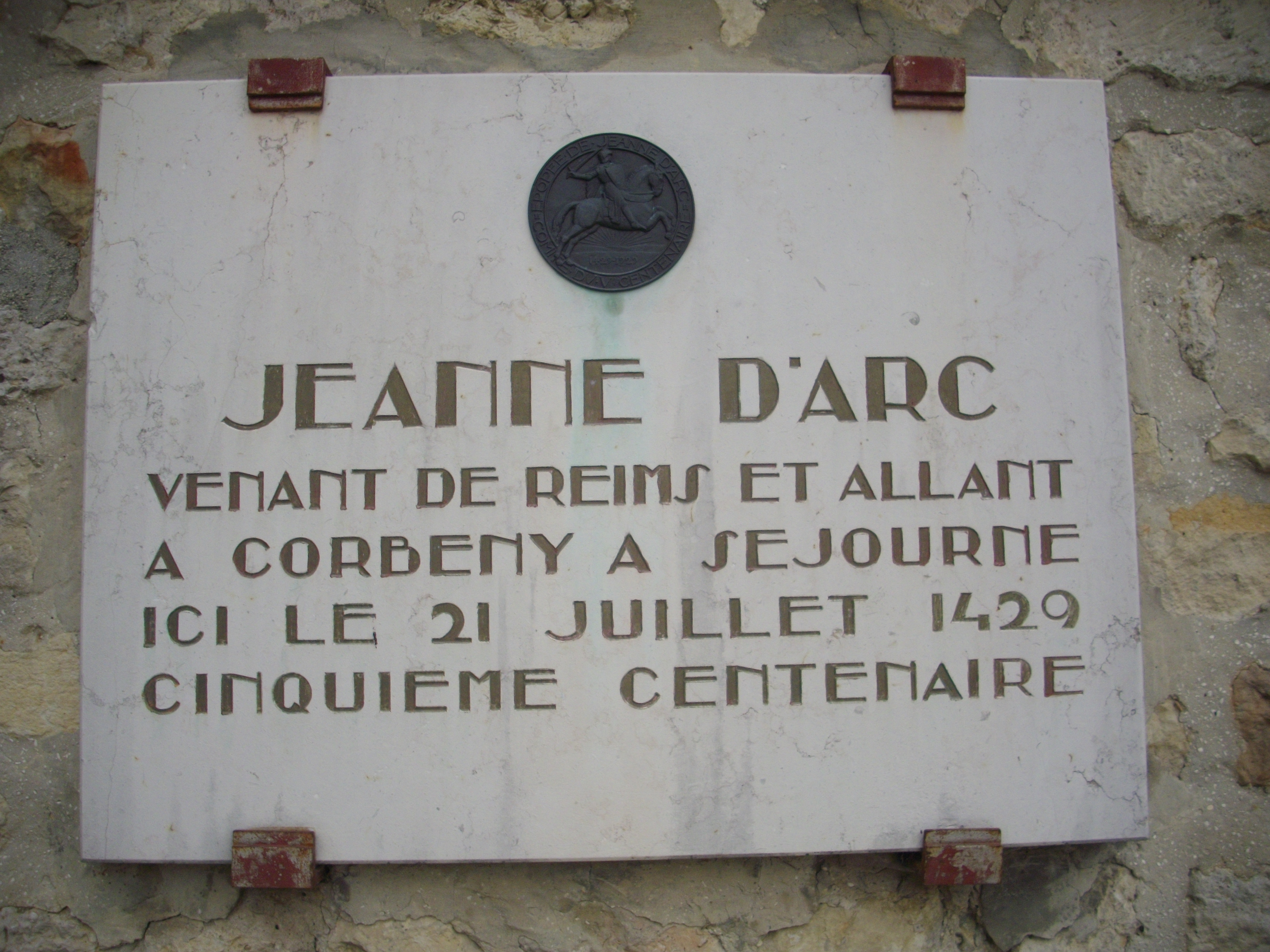
Cormicy
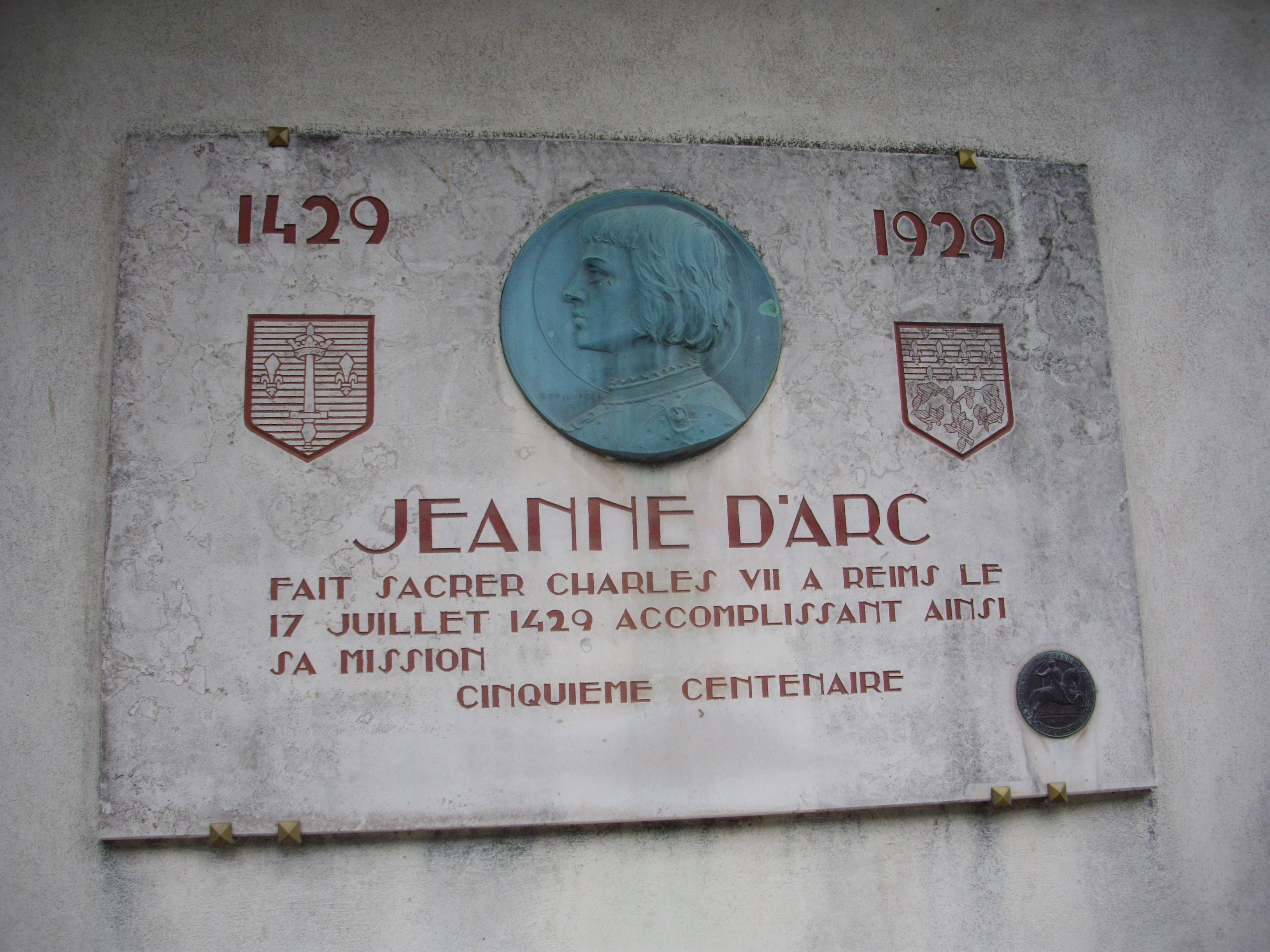
Reims
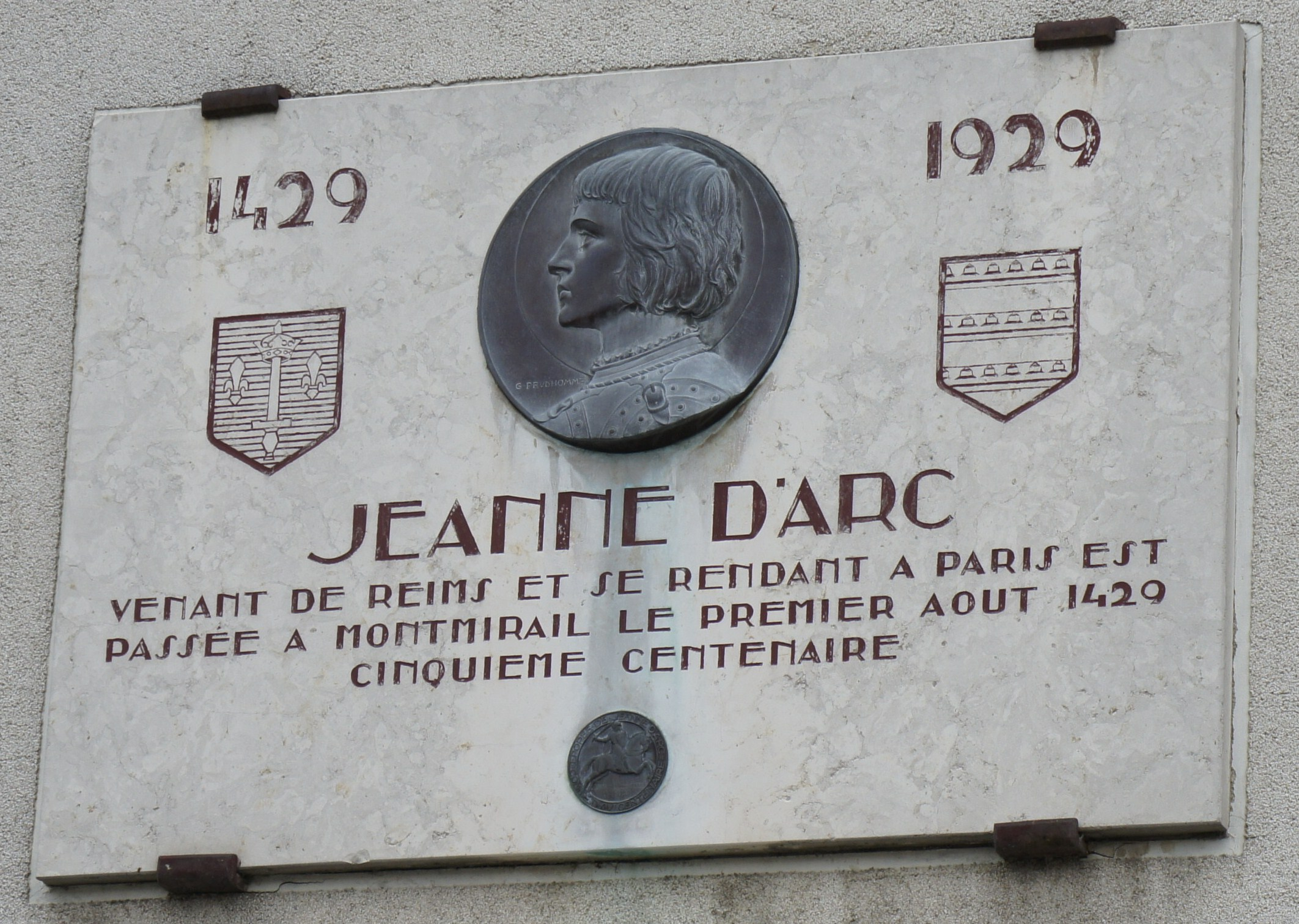
Montmirail
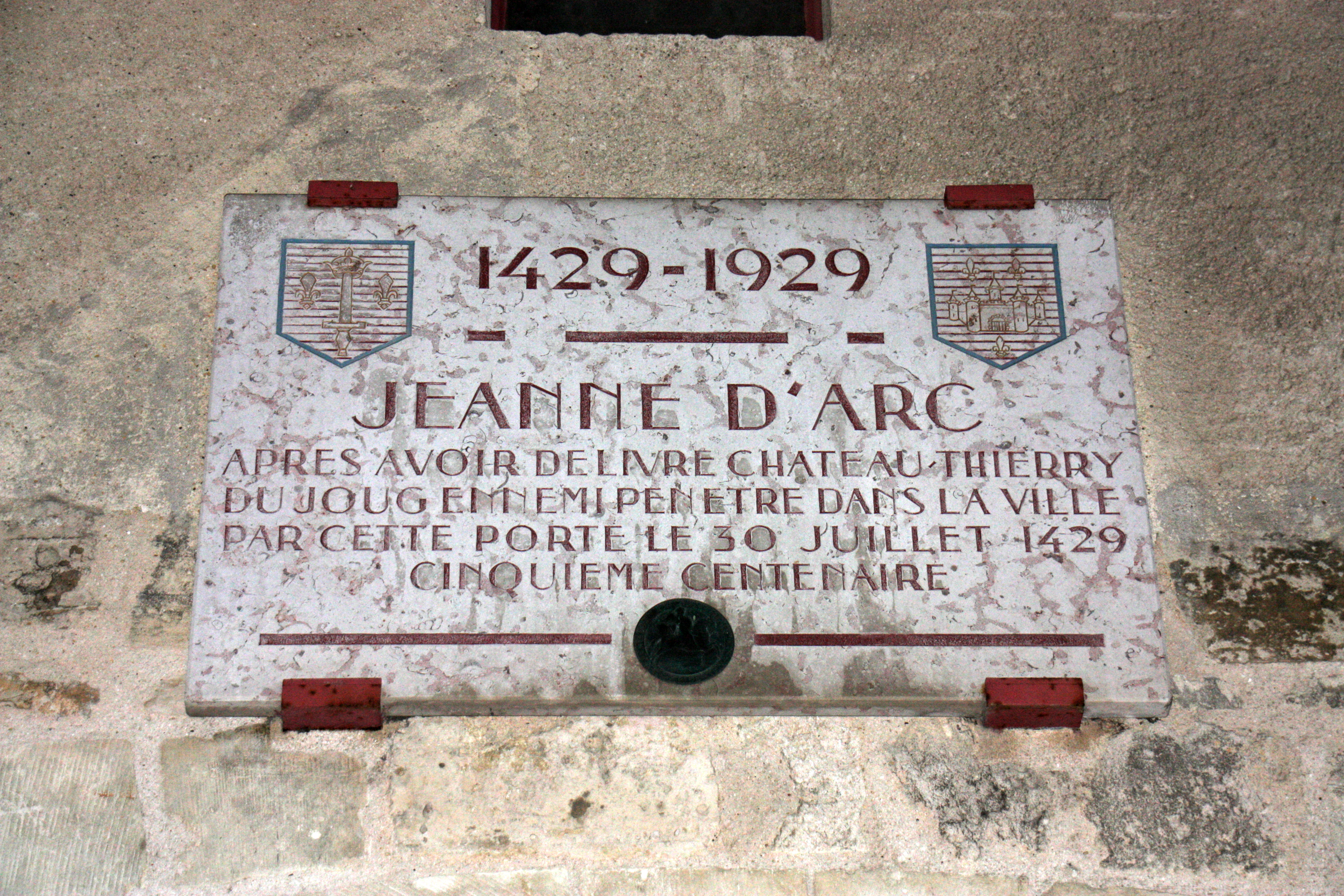
Château-Thierry